# Anarchizm

„A wpisane w okrąg”. Jeden z popularniejszych symboli anarchistycznych

Anarchizm – doktryna polityczna i ruch społeczny, które cechują się niechęcią wobec władzy oraz odrzuceniem własności prywatnej i wszelkich przymusowych form hierarchii. Anarchizm wzywa do zniesienia państwa, które uważa za niepotrzebne i szkodliwe. 
Pojawiły się pewne kontrowersje co do definicji anarchizmu, a tym samym jego historii. Jedna grupa uczonych uważa anarchizm za ściśle powiązany z walką klas. Inni uznają, że ta perspektywa jest zbyt wąska. Podczas gdy pierwsza grupa bada anarchizm jako zjawisko, które miało miejsce w XIX wieku, druga szuka jego korzeni w historii starożytnej. Murray Bookchin opisywał kontynuację „dziedzictwa wolności” ludzkości (czyli momentów rewolucyjnych), które istniało w całej historii, w przeciwieństwie do „dziedzictwa dominacji”, na które składają się państwa, kapitalizm i inne formy organizacyjne.
Wraz z debatami nad definicją, kwestia, czy jest to filozofia, teoria, czy seria działań, komplikuje się. Profesor filozofii Alejandro de Agosta proponuje, że anarchizm jest „zdecentralizowaną federacją filozofii, a także praktyk i sposobów życia, wykutą w różnych społecznościach i potwierdzającą różnorodne geohistorie”.

## Etymologia
Etymologiczne pochodzenie słowa anarchizm wzięło się od greckiego wyrazu anarchos (gr. ἄναρχος), które składa się z przedrostka an-oznaczającego „nie” lub „bez” oraz -archos oznaczającego „władca” lub „rządzący”. Także anarchos możemy tłumaczyć jako „bez władcy” czy „stan bez władzy”. Sufiks -izm oznacza ideologiczny nurt sprzyjający anarchii. Anarchizm (ang. anarchism) pojawia się w języku angielskim od 1539 jako anarchy i anarchisme od 1642; oba podkreślały poczucie nieporządku. Różne frakcje rewolucji francuskiej określiły swoich przeciwników mianem anarchistów, chociaż niewielu tak nazywanych podzielało poglądy z późniejszymi anarchistami. Niektórzy z rewolucjonistów XIX wieku, takich jak William Godwin (1756–1836) i Wilhelm Weitling (1808–1871), wniosło swój wkład w rozwój ideologii anarchizmu następnego pokolenia, chociaż nie posługiwali słowami anarchista ani anarchizm w swoich dziełach.
Pierwszym filozofem politycznym, który nazwał siebie anarchistą (po francusku: anarchiste), był Pierre-Joseph Proudhon (1809–1865), co oznacza formalne narodziny anarchizmu jako ideologii w połowie XIX wieku. Od lat 90. XIX wieku i od początku we Francji libertarianizm był często używany jako synonim anarchizmu, a jego stosowanie jako synonimu jest nadal powszechne poza Stanami Zjednoczonymi. Z drugiej strony, niektórzy używają libertarianizmu jedynie w odniesieniu do indywidualistycznej filozofii wolnorynkowej, odnosząc się do anarchizmu wolnorynkowego jako anarchizmu libertariańskiego.
Chociaż termin libertarianizm (ang. libertarianism) był w dużej mierze synonimem anarchizmu, jego znaczenie osłabło wraz z szerszym przyjęciem przez odmienne ideologicznie grupy, w tym zarówno Nową Lewicę, jak i libertariańskich marksistów (którzy nie łączą się z autorytarnymi socjalistami ani awangardą partyjną), a także skrajnych liberałów (zajmujący się przede wszystkim swobodami obywatelskimi). W języku angielskim niektórzy anarchiści używają określenia libertariański socjalizm (ang. libertarian socialism), aby uniknąć negatywnych konotacji anarchizmu i podkreślić jego związki z socjalizmem. W języku polskim słowo libertarianizm funkcjonuje jako określenie na ideologię libertarianizmu, natomiast zwrot libertarian socialism tłumaczy się jako socjalizm wolnościowy.
Matthew S. Adams i Carl Levy napisali, że anarchizm jest używany do „opisu antyautorytarnego skrzydła ruchu socjalistycznego”. Noam Chomsky opisuje anarchizm, obok libertariańskiego marksizmu, jako „libertariańskie skrzydło socjalizmu”. Daniel Guérin napisał:

[A]narchizm jest w rzeczywistości synonimem socjalizmu. Anarchista jest przede wszystkim socjalistą, którego celem jest zniesienie wyzysku człowieka przez człowieka. Anarchizm jest tylko jednym z nurtów myśli socjalistycznej, nurtem, którego głównymi składnikami są troska o wolność i pośpiech do obalenia państwa.

Chociaż sprzeciw wobec państwa ma zasadnicze znaczenie dla myśli anarchistycznej, zdefiniowanie anarchizmu nie jest łatwym zadaniem, ponieważ wśród uczonych i samych anarchistów toczy się wiele dyskusji na ten temat, a różne nurty postrzegają anarchizm nieco inaczej. Stąd właściwe może być twierdzenie, że anarchizm stanowi zlepek filozofii politycznych sprzeciwiających się władzy i hierarchicznej organizacji (w tym kapitalizmowi, nacjonalizmowi, państwu i wszystkim z nim związanym instytucjom) w prowadzeniu wszelkich stosunków międzyludzkich na rzecz społeczeństwa opartego na decentralizacji, wolności i dobrowolnemu stowarzyszeniu. Jednak definicja ta ma te same wady, co definicja oparta na antyautorytaryzmie (co jest wnioskiem a posteriori), anty-etatyzmie (anarchizm to o wiele więcej) i etymologii (która jest po prostu zaprzeczeniem władcy). Niemniej jednak główne elementy definicji anarchizmu obejmują wolę społeczeństwa bez przymusu, odrzucenie aparatu państwowego, przekonanie, że natura ludzka pozwala ludziom istnieć w takim społeczeństwie bez przymusu lub postępować w jego kierunku oraz sugestia, jak postępować, aby realizować ideał anarchii.
Herbert L. Osgood twierdził, że anarchizm jest „skrajną antytezą” autorytarnego komunizmu i socjalizmu państwowego. Peter Marshall napisał, że „w ogólności anarchizm jest bliższy socjalizmowi niż liberalizmowi. [...] Anarchizm znajduje się w dużej mierze w obozie socjalistycznym, ale ma też elementy w liberalizmie. Nie można go sprowadzić do socjalizmu, i najlepiej jest postrzegana jako odrębna i wyróżniająca się doktryna”. Według Jeremy’ego Jenningsa „[i] trudno nie stwierdzić, że te idee”, odnosząc się do anarchokapitalizmu, „są opisywane jako anarchistyczne tylko na podstawie niezrozumienia tego, czym jest anarchizm”. Dodaje następnie, że „anarchizm nie oznacza nieskrępowanej wolności jednostki (jak zdają się wierzyć „anarchokapitaliści”), ale, jak już widzieliśmy, rozszerzenie indywidualności i wspólnoty”. Nicolas Walter napisał, że „anarchizm wywodzi się z liberalizmu i socjalizmu, zarówno pod względem historycznym, jak i ideologicznym. […] W pewnym sensie anarchiści zawsze pozostają liberałami i socjalistami, a kiedy odrzucają to, co w nich dobre, zdradzają sam anarchizm. […] Jesteśmy liberałami, ale bardziej i socjalistami, ale bardziej”. Michael Newman uznaje anarchizm za jedną z wielu tradycji socjalistycznych, zwłaszcza tradycja bardziej socjalistyczna po Proudhonie i Michaile Bakuninie. Brian Morriss natomiast argumentuje, że „koncepcyjnie i historycznie mylące” jest „tworzenie dychotomii między socjalizmem a anarchizmem”.

## Poglądy anarchistów
Anarchizm to system poglądów głoszący program całkowitego zniesienia przymusu, ucisku i wyzysku społecznego, postulujący powszechność, wolność, równość i sprawiedliwość społeczną. Były to przesłanki realizacji zasad równości we wszystkich dziedzinach życia społecznego i politycznego.
Anarchizm taki dąży do osiągnięcia sprawiedliwości społecznej poprzez stworzenie społeczeństwa pozbawionego granic i podziałów etnicznych (bezpaństwowego).
Anarchiści chcą usunąć ze społeczeństwa wszelkie formy dyskryminacji, wyższości i zbiorowego egoizmu. Należy tutaj dodać, iż nie wszyscy anarchiści byli przeciwni egoizmowi (np. Max Stirner).

### Władza
Anarchiści poddają krytyce wszelkie scentralizowane formy władzy politycznej i gospodarczej. Krytyka ta obejmuje zarówno państwa totalitarne, w których jednostka traci prawie całkowicie swą podmiotowość (człowieczeństwo), jak i państwa o ustroju demokracji parlamentarnej, w jakich obywatel posiada co prawda większy wpływ na swoje życie niż w państwach totalitarnych, ale nie jest to wpływ na tyle wielki, aby można było mówić o pełnej podmiotowości polityczno-społecznej wszystkich obywateli. Zdaniem anarchistów scentralizowana, odgórna władza, w większym lub mniejszym stopniu zawsze pozostaje poza kontrolą społeczną, wyobcowując się ze społeczeństwa.
Anarchiści krytykują scentralizowaną formę władzy taką jak państwo, dlatego też, w zależności od rodzaju anarchizmu, taka organizacja jak państwo zostaje zastąpiona np. federacją samorządnych gmin działających na zasadzie demokracji bezpośredniej.
Sprzeciw wobec państwa i jego instytucji stanowi warunek sine qua non anarchizmu. Anarchiści uznają państwo za narzędzie dominacji i uważają, że jest ono nielegalne, niezależnie od jego politycznych tendencji. Ludzie przestają kontrolować niektóre aspekty swojego życia, a najważniejsze decyzje podejmuje niewielka elita. Ostatecznie istnienie państwa opiera się wyłącznie na władzy, niezależnie od tego, czy jest ona jawna bądź przejrzysta, ponieważ nadal ma zdolność zmuszania ludzi. Innym anarchistycznym argumentem przeciwko istnieniu państwa jest to, że ludzie tworzący rząd, nawet najbardziej altruistyczni spośród urzędników, będą nieuchronnie dążyć do zdobycia większej władzy, co prowadzi do korupcji. Anarchiści uważają pogląd, że państwo stanowi zbiorową wolę ludzi za nieosiągalną fikcję ze względu na fakt, że klasa rządząca różni się od reszty społeczeństwa.
Pomimo powyższego, postawy wobec państwa wśród anarchistów są różne. Robert Paul Wolff uważał, że napięcie między władzą a autonomią oznaczałoby, że państwo nigdy nie będzie legalne. Michaił Bakunin postrzegał państwo jako „dominację za pomocą przymusu, zakamuflowaną, jeśli to możliwe, ale bezceremonialne i jawną, jeśli zajdzie taka potrzeba”. A. John Simmons i Leslie Green, którzy skłaniali się ku filozoficznemu anarchizmowi, uważali, że państwo może być prawomocne, jeśli będzie rządzone przez konsensus, chociaż uważali to za wysoce nieprawdopodobne. Istnieją również różne poglądy na temat formy zniesienia państwa.
Richard Sylvan wskazuje, że pewne istniejące formy zarządzania mogą być do pogodzenia z anarchizmem, jeśli nie zawierają w sobie „elementów autorytarnych ani związanych z przymusem”. Możliwe jest istnienie w społeczeństwie jakichś przyjętych reguł czy „prawa” nie opartego na przymusie. Sylvan podkreśla, że niekiedy fałszywie zakłada się, jakoby anarchizm miał być uniwersalny, tzn. nie móc istnieć w ogóle, jeśli nie istniałby wszędzie.

### Kapitalizm
Przez całą swoją historię anarchizm był definiowany przez swoich zwolenników jako opozycyjny wobec kapitalizmu, który ich zdaniem może być utrzymany jedynie przez przemoc państwa. Anarchiści generalnie podążają za myślą Pierre-Josephem Proudhona i sprzeciwiają się własności miejsc pracy przez kapitalistów i dążą do zastąpienia pracy najemnej stowarzyszeniami robotniczymi. Anarchiści zgadzają się również z komentarzem Piotra Kropotkina, że „pochodzenie anarchistycznego spojrzenia na społeczeństwo [leży] w krytyce [...] hierarchicznej organizacji i autorytarnych koncepcjach społeczeństwa”, a nie w prostej opozycji do państwa lub rządu. Twierdzą, że system płac ma charakter hierarchiczny i autorytarny, a zatem kapitalizm nie może być anarchistyczny. Według teorii anarchistycznej, pewne transakcje kapitalistyczne, w tym praca najemna, nie są dobrowolne, ponieważ występuje w niej zjawisko przymusu ekonomicznego. Do tego, utrzymanie struktury klasowej społeczeństwa kapitalistycznego wymaga przymusu, który narusza zarówno zasady anarchistyczne, jak i samą zasadę nieagresji. Anarchiści popierający pracę najemną robią to tylko wtedy, gdy pracodawcy i pracownicy otrzymują równe wynagrodzenie za równe przepracowane godziny i żadna ze stron nie ma władzy nad drugą. Według tej zasady, żadna jednostka nie czerpie korzyści z pracy innej osoby. Płaca otrzymywana w takiej relacji pracodawca-pracownik jest uznawana przez teorię anarchistyczną jako produkt danego pracownika. W takim społeczeństwie każdy pracownik byłby samozatrudniony i posiadałby własne środki produkcji, co skutkowałoby odejściem od umów o pracę.
Według anarchistów hierarchiczna kontrola nad pracą najemną skutkuje wyobcowaniem pracowników od swej własnej pracy, a więc od siebie samych. Pracownicy już nie rządzą samymi sobą w godzinach pracy, a więc nie są już wolni. Kapitalizm, traktując pracę jak towar analogiczny do wszystkich innych towarów, neguje kluczową różnicę między pracą a innymi „zasobami” – a przynajmniej jej nierozdzielność od swego wykonawcy – praca, w przeciwieństwie do innej „własności”, jest obdarzona wolą i działaniem. Oddzielanie pracy od innych aktywności życiowych i podporządkowywanie jej prawom rynku oznacza unicestwienie jej naturalnej, organicznej formy istnienia – formy, która ewoluowała wraz z ludzką rasą przez tysiąclecia działalności gospodarczej opartej na współpracy, dzieleniu się i wzajemnej pomocy – i zastąpieniu jej przez atomistyczną i indywidualistyczną formę opartą na kontrakcie i konkurencji. Jak wskazuje to Bob Black w swojej książce:

Liberałowie, konserwatyści i libertarianie, którzy lamentują nad totalitaryzmem to fałszywcy i obłudnicy… Taki sam rodzaj hierarchii i dyscypliny znajdziesz przecież w biurze, fabryce, więzieniu czy klasztorze… Pracownik jest niewolnikiem na pół etatu. Szef decyduje, kiedy przychodzisz, wychodzisz i co robisz w międzyczasie. On mówi, ile masz pracować i w jakim tempie. Ma wolną rękę, jeśli chodzi o kontrolowanie swoich pracowników, posuwa się do skrajnego poniżania i regulowania, kiedy ma na to ochotę, zwraca uwagę na twoje ubrania oraz częstotliwość wyjść do toalety. Z kilkoma wyjątkami może wylać cię z byle powodu lub bez żadnej przyczyny. Szpieguje cię przy pomocy kierowników, nadzorców, szczegółowo bada dossier każdego pracownika. Odmowa jest zwana „niesubordynacją”, tak jakby pracownik był niegrzecznym dzieckiem, które nie tylko może zwolnić, ale także pozbawić rekompensaty za utratę zajęcia. System dominacji, który opisałem, kontroluje ogromną większość kobiet i mężczyzn od dziesięcioleci, przez większą część ich życia. Celowe nazwanie naszego systemu demokracją, kapitalizmem – nawet lepiej – industrializmem, ma niewiele wspólnego z rzeczywistością, którą można śmiało mianować faszyzmem fabrycznym lub biurową oligarchią. Każdy, kto więc nazwie tych ludzi ‘wolnymi’, kłamie lub jest głupi.

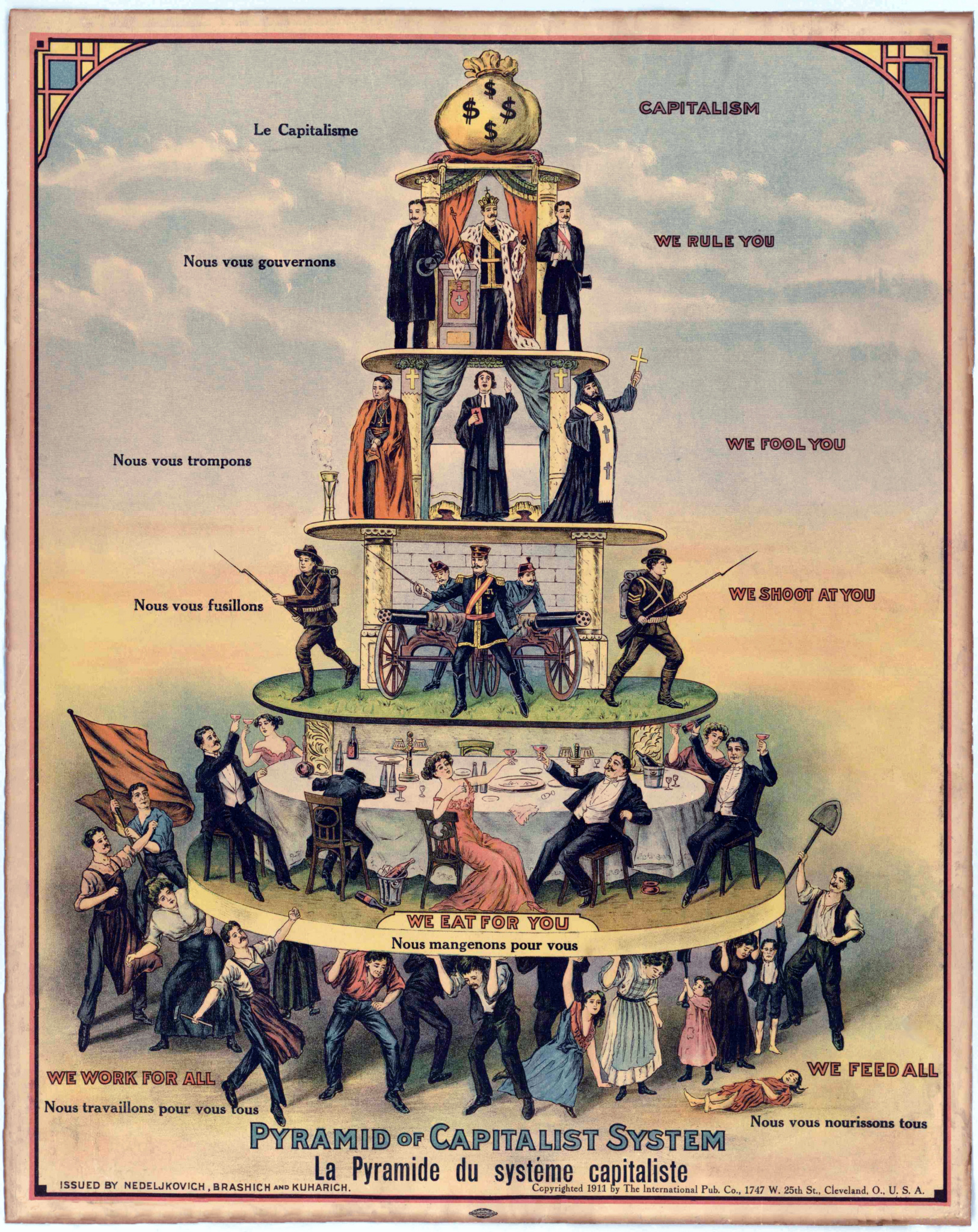
Piramida systemu kapitalistycznego na jednym z plakatów anarchosyndykalistycznego związku zawodowego Robotnicy Przemysłowi Świata

Anarchizm poddaje krytyce kapitalistyczną teorię mówiącą o wolności wyboru konsumenta, w której to on ma decydować o sile popytu na konkretne dobra i usługi, co niekiedy porównywane jest do głosowania w systemie demokratycznym. Według anarchistów, poczucie wolności wyboru konsumenta jest złudne, ponieważ podejmowanie decyzji na rynku ma charakter głęboko bierny i reakcyjny (to znaczy oparty na reagowaniu na kierunki działań innych ludzi). Klient wybiera spomiędzy produktów na półce, które zostały zaprojektowane i wyprodukowane przez innych dla zysku. Klient to końcowy użytkownik, w zasadzie raczej widz niż aktor, po prostu wybierający jedną z możliwości stworzonych gdzie indziej przez kogo innego. Zwraca się również uwagę na mocno zróżnicowaną zamożność konsumentów.
Z tych powodów koncepcja „klienta”, według anarchistów, zaniedbuje branie pod uwagę różnic pod względem siły nabywczej, jakie istnieją na rynku, jak również przypisuje jednostce rolę w istocie bierną. W najlepszym wypadku jednostki mogą działać na rynku w odosobnieniu przy pomocy swojej siły nabywczej. Model „klienta” działa przeciwko jakiejkolwiek próbie „zbadania” stanu faktycznego. Po pierwsze, klienci rzadko kiedy znają znaczenie czy konsekwencje wytwarzania oferowanych im dóbr, ponieważ mechanizm cen wstrzymuje dotarcie do nich takich informacji. Po drugie – ponieważ atomistyczna natura rynku utrudnia dyskusję o tym, „dlaczego” i „jak” towary są produkowane – pozostaje wybór między różnymi wersjami „czegoś”. Zamiast krytycznej oceny różnych „za” i „przeciw” przy określonych praktykach ekonomicznych, wszystko, co się proponuje, to możliwość wyboru spomiędzy rzeczy już wyprodukowanych. Możliwe jest jedynie reagowanie, wybierając możliwość, która czyni najmniejszą szkodę, gdy szkoda już została wyrządzona (a często nie ma nawet takiego wyboru). Natomiast po to, żeby odkrywać społeczny i ekologiczny wpływ danego wyrobu, konieczne jest wybranie roli aktywnej, włączając się do grup, które dostarczają tego rodzaju informacji – informacji, których rynek nie może udzielić i nie udziela, pomimo że mają one zasadnicze znaczenie przy podejmowaniu racjonalnych decyzji. Zwraca się również uwagę, że decyzje konsumenckie na rynku są często ograniczone wskutek nacisków ekonomicznych. Przywoływany jest tutaj przykład sił rynkowych, które zmuszają firmy, pod groźbą bankructwa, do robienia wszystkiego, co tylko możliwe, aby ograniczać wydatki. Firmy, które zanieczyszczają powietrze, utrzymują złe warunki pracy itd. często zyskują przewagę w konkurencji dzięki takim praktykom, a inne firmy muszą pójść za ich przykładem, albo zostać wyeliminowane z biznesu. „Wyścig na dół” zostaje zapewniony, a jednostki podejmują „decyzje rozpaczy” tylko po to, żeby przeżyć. Osobiste przywiązanie do pewnych wartości, ujmując to inaczej, może się okazać bez znaczenia po prostu dlatego, że równoważąca je ekonomiczna presja staje się zbyt silna.
W XX wieku kilku ekonomistów zaczęło formułować odłam radykalnego amerykańskiego libertarianizmu znany jako anarchokapitalizm. Niektórzy zwolennicy tej ideologii twierdzą, że jest on formą anarchizmu indywidualistycznego. Jednak większość wczesnych anarchistów indywidualistycznych uważała się za „zagorzałych antykapitalistów [którzy nie widzą] żadnej sprzeczności między ich indywidualistyczną postawą a odrzuceniem kapitalizmu”. Wielu określało siebie jako socjalistów. Definiowali oni kapitalizm na różne sposoby, ale zazwyczaj dyskutowano o nim w kategoriach lichwy: „Istnieją trzy formy lichwy: odsetki pieniężne, czynsz za ziemię i domy oraz zysk w zamian. Kto je otrzymuje, jest lichwiarzem”. Inni anarchoindywidualiści mieli tendencję do wspierania wolnego handlu, wolnej konkurencji i różnych poziomów własności prywatnej, jak np. mutualiści, którzy opierają swoje poglądy na normach użytkowania i okupacji. Niemniej, postawy te dalej związane były ze sprzeciwem wobec kapitalizmu. Zwolennicy anarchokapitalizmu często popierają pracę najemną i sprzeciwiają się demokracji w miejscu pracy, co jest trudne od pogodzenia z innymi szkołami anarchizmu. Ponieważ anarchokapitalizm przedkłada ekonomię leseferyzmu ponad równość ekonomiczną, jest powszechnie postrzegany jako niezgodny z antykapitalistyczną i egalitarną tradycją anarchizmu. Chociaż teoria anarchokapitalistyczna zakłada zniesienie państwa na rzecz w pełni leseferystycznej gospodarki, leży poza tradycją anarchizmu. Anarchokapitalizm podziela jedynie antypatię anarchizmu wobec państwa, a nie antypatię do hierarchii w ogóle. Wynika z innego paradygmatu niż anarchizm i ma zasadniczo inne podejście oraz cele. Pomimo członu anarcho-, ideologia anarchokapitalizmu jest ściślej powiązana z kapitalizmem i prawicowym libertarianizmem niż z anarchizmem. Niektórzy w ramach tradycji leseferystycznej odrzucają określenie anarchokapitalizmu, wierząc, że kapitalizm może odnosić się albo do rynku leseferyzmu, który wspierają, albo do systemu regulowanego przez państwo, któremu się sprzeciwiają.
Organizacje anarchistyczne, takie jak Confederación Nacional del Trabajo (Hiszpania), Anarchist Federation (Wielka Brytania i Irlandia) czy Federacja Anarchistyczna (Polska), na ogół zajmują wyraźnie antykapitalistyczne stanowisko. Zaliczanie anarchokapitalizmu do szkół anarchizmu spotkało się z wyraźnym oporem tych, którzy utrzymują, że kapitalizm jest z natury opresyjny lub etatystyczny, a wielu anarchistów i uczonych nie uważa anarchokapitalizmu za właściwie spójny z duchem, zasadami, czy historią anarchizmu. Gary Chartier, Kevin Carson, Roderick T. Long, Charles W. Johnson, Brad Spangler, Sheldon Richma i Chris Matthew Sciabarr argumentują, że ze względu na swoje dziedzictwo i cele emancypacyjne, potencjalny radykalny anarchizm rynkowypowinien być postrzegany przez jego zwolenników i przez innych jako część tradycji socjalistycznej, a także że anarchiści rynkowi mogą i powinni nazywać się socjalistami, powtarzając język wolnościowych socjalistów, takich jak amerykańscy indywidualistyczni anarchiści Benjamin Tucker i Lysander Spooner czy Brytyjczyk Thomas Hodgskin.
Jedną z głównych kwestii i podziałów między anarchizmem a anarchokapitalizmem są terminy: kapitalizm i socjalizm. Dla anarchokapitalistów kapitalizm oznacza raczej wolny rynek niż faktycznie istniejący kapitalizm (którego są krytykami, argumentując, że problem tkwi w korporacjonizmie i kapitalizmie państwowym, terminie ukutym przez niemieckiego socjalistę Wilhelma Liebknechta, ale którego koncepcja funkcjonuje również u anarchistów, takich jak np. Michaił Bakunin i Jan Wacław Machajski, a nie samego kapitalizmu czy wolnorynkowców) jak uważają antykapitaliści. Jednak termin socjalista pierwotnie obejmował każdego przeciwnika kapitalizmu, termin wykreowany w XVIII wieku na oznaczenie konstruowanego systemu politycznego zbudowanego na przywilejach dla właścicieli kapitału.
Jako całość, anarchizm jest postrzegany jako część tradycji socjalistycznej, z głównym podziałem między anarchistami antyrynkowymi (większość anarchistów społecznych, w tym anarchokomuniści, anarchosyndykaliści i kolektywistyczni anarchiści), którzy popierają jakąś formę zdecentralizowanego planowania gospodarczego i anarchiści rynkowi (niektórzy indywidualistyczni anarchiści, w tym anarchiści wolnorynkowi i mutualiści), którzy wspierają socjalizm wolnorynkowy. Według teorii anarchistycznej, kapitalizm jest oparty na państwie, i jest mu ono niezbędne do przetrwania, a kapitalizm państwowy postrzega się jako nieunikniony rezultat zarówno kapitalizmu, jak i socjalizmu państwowego. Co więcej, sam wolny rynek dla klasycznych ekonomistów, takich jak Adam Smith, niekoniecznie odnosił się do rynku wolnego od ingerencji rządu, jak się to obecnie powszechnie przyjmuje, ani do tego, jak widzą go anarchokapitaliści, ale raczej wolny od wszelkich form przywilejów ekonomicznych i monopoli, co oznacza, że renty ekonomiczne, czyli zyski generowane z braku doskonałej konkurencji, muszą zostać zmniejszone lub wyeliminowane w jak największym stopniu poprzez wolną konkurencję. Podczas gdy anarchokapitaliści, którzy opowiadają się za własnością prywatną, która opiera się na własności środków produkcji i nieruchomości, a nie użytkowaniu, stosują normy własności prywatnej, a także zasadę domostwa. Są oni uważani za prawicowych libertarian, a nie anarchistów.

#### Własność
Inną ważną kwestią w antykapitalizmie anarchizmu jest pojęcie posiadania, a dokładniej kwestie własności prywatnej. Własność prywatna, od czasów książki Proudhona Czym jest własność? opublikowanej w 1840, jest przeciwstawiana posiadaniu (lub to, co inni socjaliści, w tym marksiści i komuniści, określają jako własność osobistą), które uważał za wolność („posiadanie to wolność”). Poprzez własność prywatną Proudhon rozumiał własność produkcyjną (taką jak ziemia czy infrastruktura; inaczej określane też jako środki produkcji i środki pracy) i uznawał ją za kradzież (pisząc spopularyzowane w późniejszym czasie zdanie „Własność jest kradzieżą”), argumentując, że jego zdaniem mogła być legitymizowana wyłącznie poprzez pracę. W swojej słynnej publikacji napisał:

Gdybym miał odpowiedzieć na pytanie: czym jest niewolnictwo? i gdybym odpowiedział na nie jednym słowem: jest morderstwem – myśl moja byłaby od razu zrozumiana. Nie potrzebowałbym wygłaszać długiej mowy, aby wykazać, że władza, która odbiera człowiekowi myśl, wolę, osobowość, jest władzą nad jego życiem i śmiercią, i że uczynić z człowieka niewolnika jest tym samym, co zamordować go. Dlaczego więc nie mógłbym na to drugie pytanie: co to jest własność? odpowiedzieć podobnie: własność jest kradzieżą. Dlaczego w tym wypadku nie miałbym mieć pewności, że nie zostanę zrozumiany, skoro to drugie twierdzenie jest tylko przekształceniem pierwszego?

Anarchiści sprzeciwiają się własności prywatnej uznając ją jako źródło narzuconej, hierarchicznej władzy i przywilejów dla uprzywilejowanych grup społecznych. Argumentują, że kapitalizm, powodując wzrost ideologicznie nienaruszalnego „prawa” do prywatnej własności, równie szybko spowoduje wzrost nierównego podziału surowców z zewnątrz, a to z kolei sprawi, że zwiększy się dystans pomiędzy pozycją przetargową „posiadaczy” i „nie-posiadaczy”. Według niektórych zwolenników kapitalizmu występuje pojęcie „samoposiadania” [„self-ownership”, wyrażenie mówiące o tym, że jesteśmy panami samych siebie – dop. tłum.], które stanowi według nich pewną podstawę własności prywatnej. Anarchiści argumentują, że to właśnie kapitalizm czyni „samoposiadanie” niemożliwym, ponieważ podstawowym warunkiem „samoposiadania” jest nie robić nic wbrew swojej woli, natomiast system kapitalistyczny osłabia tę ideę. Większość ludzi jest stawiana w sytuacji, w której najlepszym wyjściem jest dobrowolnie dać się wykorzystać w sposób, który logicznie nie idzie w parze z prawdziwym „samoposiadaniem”.
Indywidualistyczni anarchiści, tacy jak Benjamin Tucker, zaczęli nazywać posiadanie „własnością osobistą” lub „własnością prywatną”. Takie rozróżnienie jest niezwykle ważne dla anarchistów i innych socjalistów, ponieważ w kapitalistycznym modelu produkcji własność prywatna i osobista są uważane za dokładnie równoważne. W teorii anarchistycznej, jak i socjalistycznej, dookonuje się następujących rozróżnień:
- Własność osobista obejmuje przedmioty przeznaczone do użytku osobistego (np. szczoteczka do zębów, ubrania, domy, pojazdy, a czasem pieniądze)[81]. Musi być zdobyta w sprawiedliwy sposób, a właściciel ma prawo do wykluczania innych przy podziale. Nie może ona również służyć do wyzysku.
- Anarchiści ogólnie zgadzają się, że własność prywatna to relacja społeczna między właścicielem a osobami jej pozbawionymi (a nie relacja między osobą a rzeczą), np. artefakty, fabryki, kopalnie, tamy, infrastruktura, naturalna roślinność, góry, pustynie i morza. W tym kontekście własność prywatna oznaczają posiadanie środków produkcji, a nie dobra osobiste.
- U anarchistów i socjalistów pojęcie własności prywatnej odnosi się do kapitału i środków produkcji, podczas gdy własność osobista odnosi się do konsumentów i nie-kapitałowych towarów i usług[80][82].

### Demokracja
Ustrój anarchistyczny jest uważany przez anarchistów za najszerszą formę demokracji, w której jednostka posiada wpływ na swoje życie, uczestnicząc bezpośrednio w procesie ustawodawczym i wykonawczym. Jednocześnie anarchiści są przeciwni demokracji przedstawicielskiej.
Podczas gdy większość anarchistów stanowczo sprzeciwia się głosowaniu lub innej formie uczestnictwa w funkcjonowaniu państwowych instytucji, znaleźli się i tacy, którzy się z tym nie zgadzają. Przykładowo, prominentny anarchista, Pierre-Joseph Proudhon, dwa razy startował w 1848 w wyborach do francuskiego Zgromadzenia Konstytucyjnego, a Paul Brousse opracował koncepcję wolnościowego municypalizmu w Szwajcarii w latach 90. XIX wieku, która obejmowała udział w wyborach lokalnych. Wielu anarchistów sprzeciwia się głosowaniu z trzech powodów. Po pierwsze, uważają, że jest to nieefektywne i skutkuje co najwyżej drobnymi reformami. Po drugie, branie udziału w wyborach owocowało w przeszłości tym, że radykałowie stawali się częścią systemu, któremu się sprzeciwiali, zamiast doprowadzić do jego końca. Po trzecie, niektórzy twierdzą, że głosowanie oznacza potwierdzenie prawomocności systemu. Najbardziej fundamentalna jest idea, że demokracja przedstawicielska jest wadliwa sama w sobie. Państwo wykorzystuje teorię demokratycznego przejęcia władzy nad ludnością, a następnie używa swojej siły do zwalczania wszelkich odrębnych poglądów. Państwo w rzeczywistości prawie nigdy nie służy interesom ludności, a po prostu stwarza taką iluzję, aby zyskać władzę. W czasie wyborów prezydenckich w USA w 2004 anarchistyczny kolektyw CrimethInc zapoczątkował kampanię promującą wyższość bezpośredniego działania nad zmianami, które politycy obiecywali wprowadzić po wyborach. Hasłem kampanii było: „Nie tylko głosuj, ale bądź aktywny”. Anarchiści z innych krajów często angażowali się w podobne kampanie przeciw głosowaniu. Inni opowiadali się za bardziej pragmatycznym podejściem obejmującym głosowanie w referendach, a niektórzy prominentni anarchiści, jak Howard Zinn i Noam Chomsky, zadeklarowali swoje poparcie dla progresywnych kandydatów, takich jak Ralph Nader.
Indywidualistyczny anarchista Lysander Spooner stwierdził, że wielu zwolenników państwa uważało zarówno głosowanie, jak i wstrzymywanie się od głosu za potwierdzanie prawomocności państwa. Odrzuca on więc stwierdzenie, że istniejące rządy demokratyczne mają swoje uzasadnienie w zgodzie większości. Opisał to w swoim eseju pt. „No Treason”.
Dla indywidualistycznych anarchistów „system demokratyczny oparty na decyzji większości jest nieważny. Każdy atak na naturalne prawa jednostki jest niesprawiedliwy i jest symbolem tyranii większości”. Przedstawiciel wolnościowego municypalizmu Murray Bookchin skrytykował indywidualistycznych anarchistów, za sprzeciwianie się demokracji mówiąc, że zasada większości jest spójna z anarchizmem, aczkolwiek preferuje on bardziej termin zgromadzenie niż demokracja. Bookchin został w odpowiedzi oskarżony o „municypalny etatyzm”, czyli non-anarchizm. Później, Bookchin zrzekł się anarchizmu na rzecz komunalizmu.

### Równość
Według anarchistów wszyscy są równi bez względu na narodowość, rasę, płeć, tożsamość seksualną, wiek, religię. Z tego powodu postulują oni utworzenie społeczeństwa bez podziału na klasy, w którym każda jednostka ma równy wpływ na wygląd życia społecznego.

### Naród i patriotyzm
Anarchiści uważają, że nie ma złych ani dobrych narodów – są tylko złe państwa i źle czyniące jednostki, a podziały na narody są efektem szkodliwej działalności państw, zaś wojny są najczęściej rezultatem tych podziałów. Dlatego zazwyczaj potępiają oni wszelkie wojny, a częścią ich ideologii często jest kosmopolityzm, internacjonalizm, antypatriotyzm oraz uznanie, że wszyscy ludzie są braćmi, a ojczyzną ludzkości jest cała Ziemia, nie państwo.
Anarchizm ma długą historię sprzeciwiania się imperializmowi, zarówno w rdzennych narodach (kolonizatorzy) i narodach peryferii (kolonizowani). Anarchiści wolą skupić się na działaniu w kraju rodzinnym i solidaryzować się ze współpracownikami z innych krajów, np. Guy Aldred został skazany za drukowanie książki Shyamji Krishnavarmsa pt. Indyjski Socjolog. Innym przykładem tego był Rudolf Rocker, niemiecki anarchista i antyfaszysta, który działał szczególnie aktywnie wśród żydowskich robotników. W swojej książce Nacjonalizm i Kultura opowiedział się za „federacją Europejczyków”, która obejmowałaby również Żydów. Odrzucając biologiczne teorie rasy i pojęcie narodu twierdził, że odkąd państwa europejskie podbijały i kolonizowały resztę świata, sukces wolnościowej organizacji wśród Europejczyków był „pierwszym warunkiem utworzenia federacji świata, która zapewni także tzw. narodom kolonialnym takie same prawa do szczęścia”. Wielu współczesnych anarchistów i anty-imperialistów podziela jego podejście.
Historycznie rzecz biorąc, anarchizm wspierał ruch anacjonalistyczny, jak również język esperanto, skonstruowany tak, aby służył jako politycznie i etnicznie neutralny język międzynarodowy. Po hiszpańskiej wojnie domowej, frankistowska władza prześladowała anarchistów i katalońskich nacjonalistów, wśród których powszechne było używanie języka esperanto. Anarchiści niekiedy łączyli oraz łączą idee narodowowyzwoleńcze w swoich poglądach. Były one szczególnie obecne wśród anarchistów przełomu XIX i XX wieku w wielu państwach, w tym również i w Polsce. Wyróżnić można m.in. łączących patriotyzm z anarchosyndykalizmem Edwarda Abramowskiego, Józefa Zielińskiego i Augustyna Wróblewskiego. Innym polskim anarchistą, który wiązał postawę patriotyczną z anarchizmem był Jan Hempel. Wpływy anarchistyczne w jego twórczości można dostrzec w dziele Kazania Piastowe z 1911, które zostały pozbawione nacjonalistycznych wpływów obecnych w poprzednim dziele – Kazania polskie (1907). Takie postawy wiązały się jednak z ideą wyzwolenia spod omnipotentnego państwa, przy czym naród miał stanowić tutaj zarzewie walki, a nie cel sam w sobie.
Chińscy anarchiści byli bardzo aktywni na początku istnienia chińskiego ruchu nacjonalistycznego oraz w czasie oporu względem brytyjskich, a później japońskich kolonizacji Chin. Anarchiści również głęboko angażowali się w anty-imperialistyczno-nacjonalistyczny ruch na terenach Wietnamu, Korei, Kuby, Ukrainy, Irlandii, Meksyku i w całej Afryki. Anarchizm ma również wpływ na współczesny ruch indygenistyczny. Pierwiastek narodowy (etniczny) widoczny jest ponadto w demokratycznym konfederalizmie, wypracowanym przez kurdyjski ruch niepodległościowy.
Nie należy jednak wiązać idei prawicowego nacjonalizmu z myślą anarchistyczną. Tak zwany ruch narodowo-anarchistyczny nie jest uznawany za część anarchizmu przez uczonych oraz samych anarchistów z powodu sprzeciwu anarchizmu wobec nacjonalizmu, państwa narodowego, plemienność i neo-plemienność, a także obecności w narodowym anarchizmie rasizmu i seksizmu. Wobec niego często kierowane są zarzuty, że jest to ideologia białych nacjonalistów, którzy promują separatyzm etniczny i rasowy, a także, że stanowi rozwój myśli radykalnej prawicy, a nie samego anarchizmu. Ideologia określa się anarchistyczną, jednak bez historycznego i filozoficznego związku z samą ideą anarchizmu.

### Środowisko
Środowisko i zrównoważony rozwój były zainteresowaniem myśli anarchistycznej co najmniej od momentu wydania w 1899 przez Piotra Kropotkina książki Pola, fabryki i warsztaty. Jednak od końca lat 70 XX w. wśród anglojęzycznych anarchistów rosło zaangażowanie w kwestie ochrony środowiska. Ekoanarchiści lub też zieloni anarchiści często popierają głęboką ekologię, światopogląd, który dąży do kultywowania bioróżnorodności i zrównoważonego rozwoju. Ekoanarchiści często stosują bezpośrednie działania przeciwko tym, co uważają za instytucje niszczące Ziemię. Innym ważnym składnikiem jest ekofeminizm, będący nurtem w obrębie feminizmu, według którego opresyjne zachowania wobec kobiet mają to samo źródło co destrukcyjne traktowanie środowiska naturalnego.
Prace Murraya Bookchina na temat ekologii społecznej, Davida Watsona z magazynem „Fifth Estate”, Steve’a Bootha z brytyjskiej publikacji „Green Anarchist” i pisma Grahama Purchase’a na temat zielonego syndykalizmu przyczyniły się do szerokiej różnorodności i zakresu zielona myśl i działań anarchistów/ekoanarchistów. Zielony anarchizm obejmuje również krytykę kapitalizmu przemysłowego i cywilizacji samej w sobie, co szczególnie obecne jest w myśli anarchoprymitywistycznej, który jest jednak często krytykowany przez przedstawicieli innych odłamów anarchizmu.

### Polityka
Do polityki anarchizmu należą między innymi decentralizacja władzy, federalizm, egalitaryzm, socjalizm, liberalizm społeczny, samorządność, dobrowolność, pacyfizm, antymilitaryzm, pomoc wzajemna, demokracja bezpośrednia, sprawiedliwość, ekonomia uczestnicząca, akcja bezpośrednia, solidarność międzyludzka.

## Taktyka
Taktyka ruchu anarchistycznego przybiera różne formy, ale generalnie służy dwóm głównym celom, po pierwsze przeciwstawieniu się establishmentowi, a po drugie promowaniu anarchistycznej etyki i odzwierciedlaniu anarchistycznej wizji społeczeństwa, ilustrującej jedność środków i celów. Można dokonać również podziału, według którego z jednej strony anarchizm opowiada się za walką z państwem i instytucjami za pomocą środków rewolucyjnych, a z drugiej strony za dążeniem do zmian społecznych za pomocą środków ewolucyjnych. Taktyki ewolucyjne obejmują niestosowanie przemocy, odrzucają przemoc i przyjmują stopniowe podejście do anarchistycznych celów, chociaż w praktyce oba podziały nakładają się na siebie.
Taktyka anarchistów uległa zmianie w ciągu ostatniego stulecia. Anarchiści na początku XX wieku skupiali się bardziej na strajkach i walce zbrojnej, podczas gdy współcześni anarchiści stosują o wiele szerszy wachlarz podejść.

### Taktyka epoki klasycznej
W epoce klasycznej anarchiści mieli tendencje bojowe. Nie tylko stawili czoła państwowym siłom zbrojnym, jak w Hiszpanii i na Ukrainie, ale niektórzy z nich wykorzystali terroryzm jako tzw. propagandę czynu. Przeprowadzano próby zamachu na głowy państw, z których część zakończyła się sukcesem. Anarchiści również brali udział w rewolucjach. Wielu z nich, zwłaszcza galleanistów, uważało, że próby te będą impulsem do rewolucji przeciwko kapitalizmowi i państwu. Duża część tych ataków była dokonywana przez indywidualnych napastników, a większość miała miejsce pod koniec lat 70. XIX wieku, na początku lat osiemdziesiątych XIX wieku i latach dziewięćdziesiątych XIX wieku, a niektóre miały miejsce jeszcze na początku XX wieku. Ich spadek rozpowszechnienia był wynikiem poszerzeniem władzy sądowniczej oraz represji stosowanych przez instytucje państwowe.
Związek między anarchizmem a przemocą zawsze stanowił kontrowersyjny temat wśród anarchistów. Z jednej strony anarchopacyfiści wskazują na jedność środków i celów. Z drugiej strony, inne grupy anarchistyczne opowiadają się za akcją bezpośrednią, taktyką, która może obejmować akty sabotażu, a nawet akty terroryzmu. Taka postawa była dość widoczna sto lat temu, kiedy postrzegano państwo jako tyrana, a niektórzy anarchiści wierzyli, że mają wszelkie prawo przeciwstawić się jego uciskowi za pomocą wszelkich możliwych środków. Emma Goldman i Errico Malatesta, którzy byli zwolennikami ograniczonego użycia przemocy, argumentowali, że przemoc jest jedynie reakcją na przemoc państwa jako zło konieczne.
Anarchiści odegrali aktywną rolę w akcjach strajkowych, chociaż byli raczej przeciwni formalnemu syndykalizmowi, postrzegając go jako reformistyczny. Strajk widzieli jako część ruchu, który dążył do obalenia państwa i kapitalizmu. Anarchiści również wzmocnili swoją propagandę w sztuce, z których niektórzy praktykowali naturyzm i nudyzm. Ci anarchiści stworzyli także społeczności oparte na przyjaźni i zaangażowaniu w media.

### Rewolucyjna taktyka
W obecnej epoce włoski anarchista Alfredo M. Bonanno, zwolennik insurekcjonizmu, powrócił do debaty na temat przemocy, odrzucając taktykę jej niestosowania przyjętą od końca XIX wieku przez Kropotkina i innych znanych anarchistów. Zarówno Bonanno, jak i francuska grupa The Invisible Committee opowiadają się za małymi, nieformalnymi grupami interesu, w których każdy członek jest odpowiedzialny za swoje własne działania, ale współpracuje, aby zlikwidować ucisk za pomocą sabotażu i innych brutalnych środków przeciwko państwu, kapitalizmowi i innym wrogom. Członkowie The Invisible Committee zostali aresztowani w 2008 pod różnymi zarzutami, w tym terroryzmu.
Ogólnie rzecz biorąc, współcześni anarchiści są znacznie mniej agresywni i wojowniczy niż ich ideologiczni przodkowie. Najczęściej angażują się w konfrontacje z policją podczas demonstracji i zamieszek, zwłaszcza w krajach takich jak Kanada, Meksyk, Niemcy czy Grecja. W przypadku tego ostatniego najbardziej wyrazistym przykładem podobnych działań anarchistycznych jest ateńska dzielnica Eksarchia, która w części jest kontrolowana przez lokalną społeczność. W ramach tzw. kultury bezpieczeństwa, anarchiści w czasie protestów stosują taktykę czarnego bloku, który często ściera się z policją. Jednak anarchiści ścierają się nie tylko z przedstawicielami władz państwowych; angażują się również w walkę z faszystami, rasistami czy szeroko rozumianą skrajną prawicą, podejmując działania antyfaszystowskie i mobilizując się, aby zapobiec obecności przedstawicieli tych idei w przestrzeni publicznej.

### Taktyka ewolucyjna
Anarchiści powszechnie stosują akcję bezpośrednią. Może to przybrać formę zakłócania i protestowania przeciwko niesprawiedliwej hierarchii czy samodzielnego zarządzania własnym życiem poprzez tworzenie kontr-instytucji, takich jak gminy, niehierarchiczne kolektywy czy spółdzielnie pracy. Podejmowanie decyzji jest często dokonywane w sposób antyautorytarny (stosowana jest forma demokracji partycypacyjnej), gdzie każdy ma równy głos w każdej decyzji, co jest podejściem znanym jako horyzontalizm. Współcześni anarchiści angażowali się w różne ruchy oddolnej demokracji, które są mniej więcej oparte na horyzontalizmie, chociaż nie są jawnie anarchistyczne, ale szanujące osobistą autonomię i uczestniczące w masowym aktywizmie, takim jak strajki i demonstracje. Tego typu sytuacja miała miejsce m.in. podczas masowych protestów Occupy Wallstreet. W przeciwieństwie do anarchizmu z epoki klasycznej, współcześnie obecna jest tendencja niepolegania w przypadku swoich myśli czy działań wyłącznie na teorii anarchizmu epoki klasycznej czy odwoływania się do klasycznych anarchistów, takich jak Piotr Kropotkin lub Pierre-Joseph Proudhon. Tacy anarchiści woleliby raczej opierać swoje myśli i praktyki na własnym doświadczeniu, które później będą teoretyzować. Niemniej anarchiści współcześnie nadal wspierają i uczestniczą w strajkach, zwłaszcza strajkach dzikich, które nie są organizowane centralnie przez syndykat.
Proces decyzyjny dokonywany przez niewielkie grup interesu odgrywa znaczącą rolę taktyczną w ruchu anarchistycznym. Stosowane są różne metody w celu zbudowania konsensusu między członkami grupy bez potrzeby mianowania przywódcy czy grupy wiodącej. Jednym ze sposobów jest odgrywanie przez osobę z grupy roli moderatora, który pomaga osiągnąć konsensus bez udziału w dyskusji lub promowania określonej postawy. Tego rodzaju grupy liczą przeważnie 5–20 osób, co ma na celu wzmocnić autonomię i przyjaźnie między członkami. Najczęściej łączą się ze sobą, tworząc większe sieci.
Podobnie jak w przeszłości, wydawanie prasy jest popularne w ruchu anarchistycznym, choć duża część przeszła do internetu, gdzie rozpowszechniane są różnego rodzaju publikacje, od artykułów, manifestów, aż po całe książki. Taki stan rzeczy spowodowany był trudnościami związanymi z dystrybucją czasopism, jak i często bezkosztowym hostingiem i względnie łatwym wdrażaniem stron internetowych. Ruch anarchistyczny jest również zaangażowany w tworzenie różnych programów, które są udostępniane za darmo. Sposób, w jaki ci haktywiści pracują nad rozwojem i rozpowszechnianiem, przypomina anarchistyczne ideały, zwłaszcza jeśli chodzi o ochronę prywatności użytkowników przed inwigilacją ze strony państwa i korporacji.
W ruchu anarchistycznym popularny jest ruch skłotingu oraz okupowania przestrzeni publicznych. Tego typu miejsca często nazywane są tymczasowymi strefami autonomicznymi (TAZ), które za założenia mają trwać przez jak najdłuższy możliwy czas. Funkcjonują najczęściej jako tzw. centra socjalne, miejsca, w których organizowane są różnego rodzaju wydarzenia, czy to artystyczne, naukowe, czy też aktywistyczne; prowadzone są biblioteki (np. Poznańska Biblioteka Anarchistyczna na skłocie Rozbrat), sklepy (np. darmowy sklep na skłocie Syrena), kawiarnie, jadłodajnie, infoshopy, centra pomocy osobom potrzebującym itd. Przestrzenie te służą również celom mieszkalnym. Ruch anarchistyczny postrzega skłoting jako sposób na odzyskanie przestrzeni miejskiej z kapitalistycznego rynku, która ma służyć pragmatycznym potrzebom. Zdobywanie przestrzeni umożliwia anarchistom eksperymentowanie z ich pomysłami i budowanie więzi społecznych. Należy jednak pamiętać, że nie wszyscy anarchiści mają wobec skłotingu takie same postawy.

### Przemoc i brak przemocy
Anarchiści często byli postrzegani jako niebezpieczni i agresywni, prawdopodobnie przez szereg głośnych, brutalnych działań takich jak, zamieszki, zamachy, powstania i akty terroryzmu popełnione przez niektórych anarchistów. Terroryzm i zamachy są potępiane przez większość anarchistycznych ideologii, jednakże nie istnieje zgoda w kwestii usprawiedliwienia i użyteczności przemocy. Niektórzy anarchiści sprzeciwiają się przymusowi, podczas gdy inni popierają go, w formie niestroniącej od przemocy rewolucji, prowadzącej do anarchii lub utopii.

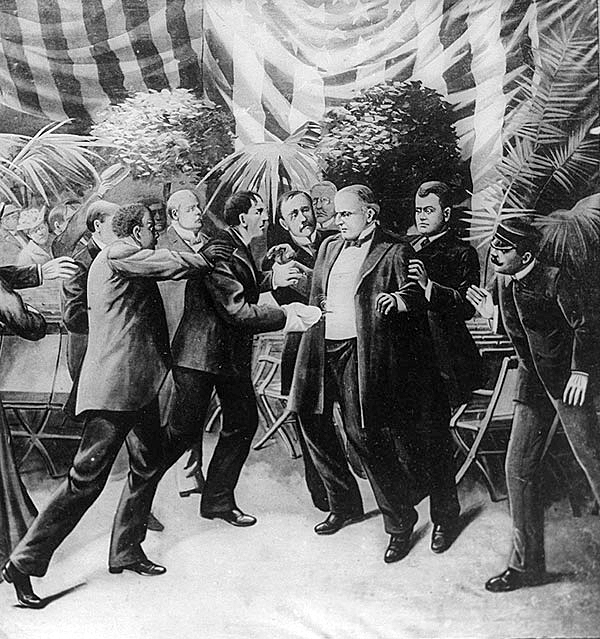
Związek między anarchizmem a przemocą jest kontrowersyjnym tematem wśród anarchistów, co pokazał anarchista Leon Czołgosz zabijający prezydenta USA Williama McKinleya.

Niektórzy anarchiści podzielają pogląd Lwa Tołstoja, przedstawiciela chrześcijańskiego anarchizmu, o nieużywaniu przemocy. Ci anarcho-pacyfiści twierdzą, że bierny opór jest jedyną metodą na przeprowadzenie prawdziwej anarchistycznej rewolucji. Często postrzegają oni przemoc jako podstawę, na której opiera się rząd. Dowodzą oni, że przemoc jest nieusprawiedliwiona, bez względu na to do kogo jest skierowana.
Inni anarchiści popierają ideę Marshalla Rosenberga o komunikacji bez przemocy, która odnosi się do podstawowych potrzeb i uczuć człowieka, za pomocą strategii próśb, obserwacji i empatii. Odrzucają pacyfizm jako lewicową, kompromisową strategię, która tylko utrwala przemoc.
Inni z kolei anarchiści, tacy jak Michaił Bakunin i Errico Malatesta postrzegali przemoc jako niezbędną i pożądaną siłę. Malatesta stwierdził, że jest „koniecznym niszczenie z użyciem przemocy, skoro nie da się inaczej”. Natomiast znane stało się również napisane przez Bakunina zdanie: „radość niszczenia jest równocześnie radością tworzenia”.
W okresie od lat 70. XIX wieku do początku XX stulecia w ruchu anarchistycznym funkcjonowała taktyka działania nazywana „propagandą czynu”. Pomiędzy 1894 a 1901 anarchiści zorganizowali liczne zamachy na głowy państw, m.in.:
- Prezydent Francji Sadi Carnot (1894);
- Elżbieta Bawarska (1898);
- Król Włoch Umberto I (1900);
- Prezydent USA William McKinley (1901).

Taka „propaganda czynu” nie była popularna wśród anarchistów i wielu z nich wyrzekło się jej. Przykładowo, Leon Czołgosz, który był sprawcą zamachu na prezydenta McKinleya, tłumaczył się, że został zainspirowany przez wykłady Emmy Goldman. Została ona zatrzymana na 2 tygodnie za „publiczne zachęcanie do zabójstwa prezydenta USA”. Znana z radykalizmu obyczajowego i światopoglądowego, często stawała się celem ataków jako inspiratorka zamachów i aktów terroryzmu. Ona jednak wyparła się jakichkolwiek powiązań z osobą Leona Czołgosza.
Goldman w swojej definicji anarchizmu zawarła spostrzeżenie, że wszystkie rządy opierają się na przemocy i to jest jeden z wielu powodów, dla którego powinno się im przeciwstawić. Goldman nigdy nie sprzeciwiała się takim taktykom jak zamachy, do czasu gdy wyjechała do Rosji, gdzie była świadkiem przemocy stosowanej przez rosyjską władzę i Armię Czerwoną. Od tego momentu zaczęła potępiać terror, zwłaszcza stosowany przez władze i popierać akty przemocy tylko w ramach samoobrony.
Opisy w prasie i literaturze popularnej (np. rzucający bomby anarchista z powieści Tajny Agent Josepha Conrada) pomogły stworzyć trwały wizerunek publiczny anarchistów jako agresywnych terrorystów. Został on wzmocniony przez takie wydarzenia jak Haymarket Riot w Chicago, gdzie anarchiści zostali obarczeni winą za rzucenie bomby w policję, która przyjechała, aby zakończyć demonstrację.

#### Pacyfizm

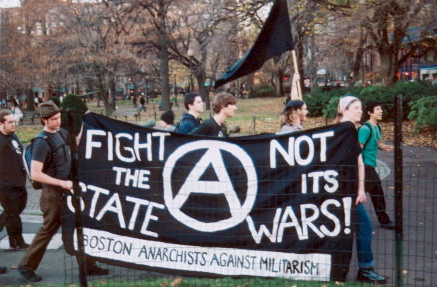
Anarchiści z antymilitarystycznym banerem podczas protestu w Bostonie.

Większość anarchistów uważa, że sprzeciw wobec militaryzmu jest nieodłącznym elementem ich filozofii. Niektórzy anarchiści idą dalej i podzielają pogląd Lwa Tołstoja dotyczący niestosowania przemocy (należy natomiast podkreślić, że anarchopacyfiści niekoniecznie są chrześcijańskimi anarchistami, tak jak Tołstoj), opowiadając się za oporem pokojowym jako jedyną metodą osiągnięcia prawdziwie anarchistycznej rewolucji.
Literatura anarchistyczna często przedstawia wojnę jako działalność, za pomocą której państwo zdobywa i kumuluje władzę, zarówno w obrębie swoich granic, jak i poza nimi. Wielu anarchistów podpisuje się pod stwierdzeniem Randolpha Bourne’a „wojna jest zdrowiem państwa”. Anarchiści wierzą, że gdyby wspierali wojnę, umacnialiby tym samym państwo – z tego powodu, Piotr Kropotkin wzbudził duże kontrowersje po tym, jak wyraził swoje poparcie dla włączenia się Brytyjczyków w I wojnę światową w tzw. Manifeście Szesnastu. Natomiast holenderski anarchista i pastor Bart de Ligt w 1914 wraz z innymi duchownymi, m.in. A.R. de Jong i Truus Kruyt, zaangażował się w napisanie manifestu The Guilt of the Churches, w którym autorzy zarzucają chrześcijańskiemu establishmentowi udział w wydarzeniach I wojny światowej. Natomiast Emma Goldman, na łamach czasopisma „Mother Earth”, regularnie wyrażała swoją krytykę udziału Stanów Zjednoczonych w wojnie.
Jako anarchiści są krytyczni i nieufni wobec działalności rządu, zawsze z cynizmem patrzyli na powody z jakich państwa przystępowały do wojny. Działalność anarchistów jest w dużej mierze skierowana przeciwko wojnom. Za przykład mogą posłużyć osoby odmawiających służby wojskowej w czasie I wojny światowej, wśród których było wielu anarchistów. Współcześnie anarchiści korzystają z wielu metod non-violence aby sprzeciwić się militaryzmowi czy przemocy ze strony państwa, m.in. uczestnicząc protestach bądź organizując akcje w ramach takich ruchów jak Earth First! czy Jedzenie Zamiast Bomb.

## Nurty anarchizmu
Nurty anarchizmu stanowią zbiór doktryn politycznych i ruchów społecznych powstałych na bazie ideologii anarchizmu, przy czym każda z nich cechuje się niechęcią wobec władzy i odrzuca wszelkie mimowolne, przymusowe formy hierarchii. Anarchizm wzywa do zniesienia państwa, które uważa za niepożądane, niepotrzebne i szkodliwe. Jest zwykle stawiany jako wolnościowe skrzydło ruchu socjalistycznego i ma historyczne powiązania z antykapitalizmem i socjalizmem.
Zwolennicy anarchizmu opowiadają się za bezpaństwową organizacją społeczeństwa opartą na niehierarchicznych i dobrowolnych stowarzyszeniach. Jednak anarchistyczne szkoły myślenia mogą się zasadniczo różnić, wspierając postawy od skrajnego indywidualizmu po kompletny kolektywizm. Odłamy anarchizmu często dzielono na kategorie anarchizmu społecznego i anarchizmu indywidualistycznego.
Większa część anarchistycznej ekonomii i filozofii prawa odzwierciedla antyautorytarne, antyetatystyczne i wolnościowe interpretacje radykalnej lewicy oraz socjalistycznej polityki, takiej jak komunizm, kolektywizm, wolny rynek, indywidualizm, mutualizm, partycypizm i syndykalizmu. Według Ruth Kinna, w pewnym momencie „kolektywistyczne, komunistyczne, liberalne i indywidualistyczne nurty myśli, z których anarchiści czerpali inspirację, zaczęły nabierać coraz bardziej charakterystycznych cech, doprowadzając tym samym do powstanie szeregu szkół anarchistycznych”.
Antropolog David Graeber zauważył, że jak szkoły marksistowskie w dużej części miały założycieli (np. leninizm, trockizm, maoizm), tak szkoły anarchizmu „prawie zawsze wyłaniają się z jakiejś organizacji lub formy praktyki”, przywołująć anarchosyndykalizm, anarchizm indywidualistyczny czy platformizm jako przykłady.

## Anarchizm jako ruch społeczny
Jako doktryna anarchizm rozwinął się w XIX wieku w ramach socjalistycznego ruchu robotniczego, ale według niektórych anarchistyczne wątki można odnaleźć już w starożytnej myśli taoistów, cyników czy stoików, a także średniowiecznych ruchach w rodzaju Braci i Sióstr Wolnego Ducha czy później w radykalnym nurcie Braci Polskich.
Prekursorami anarchizmu byli diggerzy, radykalny ruch chłopski z rewolucji angielskiej, a także ruchy rewolucji francuskiej (W czasie rewolucji francuskiej określenie „anarchista” było używane przez jakobinów pod adresem ich radykalnych przeciwników politycznych, takich jak Wściekli) i niektórzy socjaliści utopijni (zwłaszcza Fourier), a także angielski myśliciel polityczny William Godwin.
Pierwszą osobą, która określiła się „anarchistą” był francuski myśliciel socjalistyczny Pierre-Joseph Proudhon. Mniej więcej w tym samym czasie anarchistyczne poglądy zaczął głosić inny francuski socjalista, Joseph Déjacque, który dla ich opisania ukuł termin „wolnościowiec”; dlatego anarchizm bywa nazywany wolnościowym socjalizmem.

### Okres I Międzynarodówki

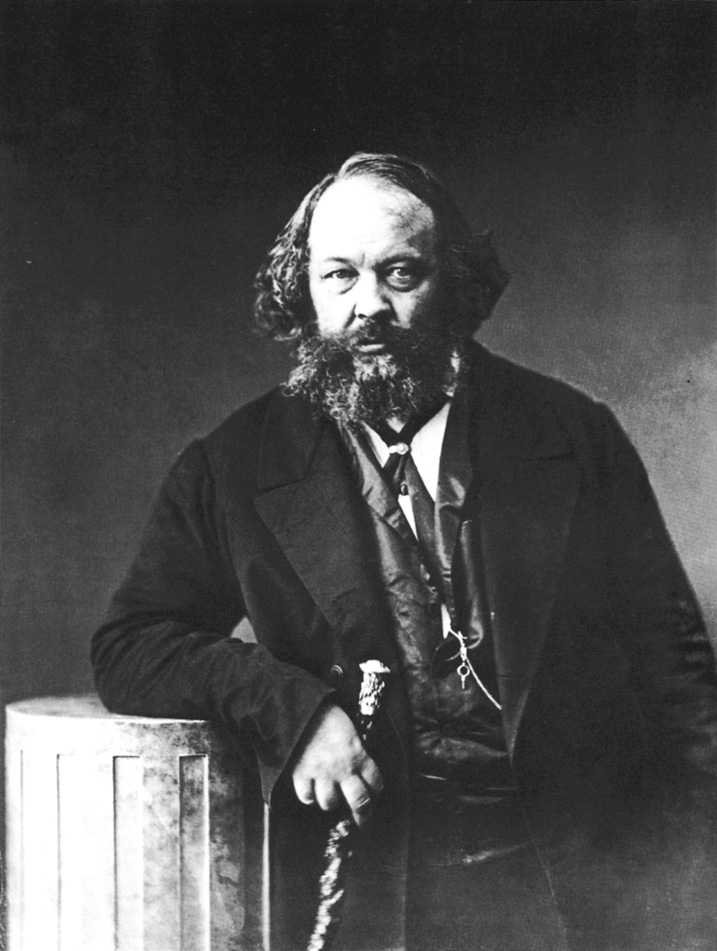
Michaił Bakunin, który sprzeciwił się marksistowskiemu celowi dyktatury proletariatu i sprzymierzył się z federalistami w I Międzynarodówce

Ruch anarchistyczny zaczął się formować na przełomie lat 60 i 70 XIX. na bazie proudhonistycznych i anarchokolektywistycznych tendencji w I Międzynarodówce; powstał więc od razu jako ruch internacjonalistyczny. Po początkowej współpracy z marksistami, w Międzynarodówce nastąpił rozłam – anarchokolektywiści na czele z Michaiłem Bakuninem oskarżali marksistów o autorytaryzm oraz dążenie do zastąpienia krytykowanego przez socjalistów panowania klasowego burżuazji panowaniem nowej klasy biurokratów państwowych.
Anarchizm skupiał się wówczas w poszczególnych sekcjach krajowych Międzynarodówki, z których część przetrwała rozpad organizacji spowodowany sporem między tymi dwoma nurtami socjalizmu lub dała początek nowym organizacjom anarchistycznym (np. Federacja Jurajska, lub sekcja hiszpańska, która zapoczątkowała Federacji Robotników Regionu Hiszpanii).
Anarchiści brali udział w Komunie Paryskiej, której nadali federalistyczny charakter i która została przez nich powitana jako rewolucja społeczna zmierzająca nie tylko do wprowadzenia socjalizmu, ale socjalizmu bezpaństwowego, a także federalistycznym powstaniu kantonalistów w Hiszpanii.

### Komuna Paryska
Komuna Paryska 1871 odegrała ważną rolę w rozwoju zarówno idei, jak i ruchu anarchistycznego. Bakunin wówczas napisał komentarz, że „rewolucyjny socjalizm [czyli anarchizm] dopiero przepuścił pierwszą próbę uderzenia i praktycznego urzeczywistnienia podczas Komuny Paryskiej” [Bakunin o anarchizmie]”.
Komuna Paryska została utworzona po przegranej Francji w wojnie francusko-pruskiej. Francuski rząd próbował wysłać żołnierzy, aby odebrali działa paryskiej Gwardii Narodowej. Miało to zapobiec dostaniu się ich w ręce ludności. Żołnierze odmówili otworzenia ognia do szydzącego z nich tłumu i zwrócili swoją broń przeciwko własnym oficerom. Był to osiemnasty marca; zaczęła swe istnienie Komuna.
Wielu anarchistów odgrywało istotną rolę w Komunie – na przykład Louise Michel, bracia Reclus i Eugene Varlin (później zamordowany podczas represji po stłumieniu Komuny). Jeżeli chodzi o reformy zainicjowane przez Komunę, takie jak: ponowne otwarcie zakładów pracy jako spółdzielni, to anarchiści mogli ujrzeć, jak ich pomysły stowarzyszeń robotniczych zaczęły się realizować. Do maja 43 zakłady pracy były kierowane wspólnie, a Muzeum Luwru pełniło funkcję fabryki amunicji i broni kierowanej przez radę robotniczą. Powtarzając postulaty Proudhona zebranie Związku Mechaników i Stowarzyszenia Robotników Metalurgicznych stwierdziło, że „nasze wyzwolenie ekonomiczne. .. może być uzyskane tylko poprzez tworzenie stowarzyszeń robotniczych, które same w sobie mogą przekształcić nasze położenie – tych, co pobierają płace, uczynić stowarzyszonymi”. Uczestnicy owego zebrania dali instrukcje swoim delegatom do Komisji Komuny ds. Organizacji Pracy, aby wspierali następujące cele:
- „Zniesienie wyzysku człowieka przez człowieka, ostatniej pozostałości niewolnictwa;
- „Organizowanie pracy w stowarzyszeniach wzajemnej pomocy, nierozdzielnych od kapitału”

W ten sposób mieli nadzieję na zapewnienie realizacji postulatu, że „równość nie może pozostać pustym słowem” w Komunie. [Komuna Paryska roku 1871: spojrzenie z lewej strony, pod redakcją Eugene Schulkinda]. Związek Inżynierów przegłosował na zebraniu 23 kwietnia, że od tej pory celem Komuny powinna być „ekonomiczna emancypacja”, która winna „organizować pracowników drogą stowarzyszeń, w których panowałaby wspólna odpowiedzialność”, aby „powstrzymać wyzysk człowieka przez człowieka” [zacytowane przez Stewarta Edwardsa, Komuna Paryska roku 1871].
Po upadku Komuny Paryskiej oraz represjach wobec ruchu robotniczego, a także rozpadzie I Międzynarodówki, ruch anarchistyczny uległ rozproszeniu, do czego przyczyniły się także postawy ówczesnych anarchokomunistów, będących zwolennikami działalności w niewielkich grupach niekoordynujących swojej działalności. Zaczął się za to rozwijać w nowych regionach – Ameryce Północnej i Południowej – dzięki fali uchodźców z Europy.

### Anarchokomunizm i „propaganda czynem”
W tym okresie rozpadu ruchu anarchiści zwrócili się w kierunku tzw. czynu indywidualnego. Taktyka wywodziła się od koncepcji „propagandy czynem” Paula Brousse. Chodziło o lokalne powstania, które miały przerodzić się w rewolucję społeczną (np. rewolucja naftowa albo powstanie we włoskiej prowincji Benevento m.in. Errico Malatesta). Ten rodzaj działalności nie przyniósł efektów, a rozproszenie ruchu oraz represje sprawiły, że przerodził się w zamachy na przedstawicieli władz (wzór pochodził też od Narodnej Woli, która w 1881 dokonała udanego zamachu na Aleksandra II – w tym samym roku anarchistyczny kongres w Londynie zaakceptował metody „narodowolców”).
Podejmowano kilkakrotnie – i bez powodzenia – próby powołania do życia nowej organizacji międzynarodowej (już na kongresie anarchistycznym w Londynie w 1880 r. formalnie powołano do życia tzw. Czarną Międzynarodówkę, która jednak faktycznie nie funkcjonowała). Wyjątkiem była Hiszpania, gdzie anarchokolektywizm przetrwał dłużej i gdzie zorganizowany ruch anarchistyczny istniał w postaci Organizacji Anarchistycznej Regionu Hiszpanii (hiszp. Organización Anarquista de la Región Española), wywodzącej się z Federacji Robotników Regionu Hiszpanii. (Hiszpański ruch anarchistyczny wyróżniał się też tym, że tamtejsi działacze próbowali budować „kontrspołeczeństwo”: nowe, już uformowane relacje społeczne, które w odpowiednim momencie miały zastąpić stare).
Nastąpiło zupełne oderwanie się od ruchu marksistowskiego; anarchiści zostali wykluczeni przez socjaldemokratów z kongresu założycielskiego II Międzynarodówki w 1889 r.

### Anarchizm amarksizm
Anarchizm i marksizm to ideologie skrajnie lewicowe wywodzące się z socjalizmu jednak ruchy te oddzieliły się od ruchu socjalistycznego na przełomie XIX i XX wieku, uważając dotychczasowe metody działania za nieskuteczne, a liderów partii i organizacji socjalistycznych – za niejednokrotnie zdradzających swoje deklarowane ideały.
W odróżnieniu od ideologii marksistowskiej, anarchizm opowiada się za zniesieniem państwa i własności prywatnej od razu po rewolucji zaś według marksistów pierwszym etapem po rewolucji miało być nacjonalizacja środków produkcji potem dopiero stworzenie społeczeństwa bezklasowego, a na koniec zniesienia państwa.
Marksiści jako sposób osiągnięcia swych celów stawiali na dyktaturę proletariatu pod przywództwem partii, która miała prowadzić lud do pełnego osiągnięcia swych celów, który nazywali komunizmem, zaś czas dyktatury proletariatu i budowy społeczeństwa bezklasowego był nazywany przez nich czasem socjalizmu.
W przeciwieństwie do marksizmu, anarchiści odrzucali ideologię państwa dyktatury proletariatu, występując również przeciwko jakimkolwiek próbom organizacji klasy robotniczej w partie, lecz nie w związki; odwoływali się do terroru indywidualnego, niektórzy anarchiści kwestionowali sensowność i skuteczność masowej walki rewolucyjnej jednak według Bakunina, kapitalizm i państwo można obalić jedynie rewolucją.
Ostateczny cel anarchistów, jak i marksistów był ten sam, czyli doskonałe, egalitarne społeczeństwo uwolnione od instytucji państwa, stan ten przez anarchistów miał być nazywany anarchią, a przez marksistów komunizmem.

### Ruch związkowy
Pod koniec lat 90. XIX w. w ruchu anarchistycznym zaczęły pojawiać się głosy wzywające do rewizji dotychczasowej postawy – jednym z pierwszych był Kropotkin, który wzywał do powrotu do masowego ruchu robotniczego podobnego do I Międzynarodówki, a także francuski działacz związkowy Fernand Pelloutier, w którego opinii zalążkiem samorządnego społeczeństwa powinny stać się związki zawodowe.
Najważniejsza debata na ten temat odbyła się na międzynarodowym kongresie anarchistycznym w Amsterdamie, w 1907 r. Zwolennicy syndykalizmu, tacy jak Pierre Monatte, starli się na nim ze zwolennikami „czystego” anarchizmu (Malatesta). W rezolucji końcowej kongresu uznano związki zawodowe „za stowarzyszenia wytwórców, które mogą służyć przekształceniu kapitalistycznego społeczeństwa w społeczeństwo anarchokomunistyczne”. Ostatecznie nastąpiła fuzja ruchu związkowego i anarchizmu w postaci anarchosyndykalizmu, który stał się w następnych latach nurtem dominującym w ruchu anarchistycznym. W 1922 r. powstała również federacja anarchosyndykalistycznych związków zawodowych – Międzynarodowe Stowarzyszenie Pracowników.
Oprócz tego powstało również wiele związków odwołujących się do rewolucyjnego syndykalizmu, samorządności i akcji bezpośredniej, na które anarchizm mocno wpłynął, nieuważanych jednak za w pełni anarchistyczne, np. Robotnicy Przemysłowi Świata czy też wzorowany na nim związek Robotnicy Przemysłowi Afryki (jeden z pierwszych związków zawodowych zrzeszających czarnych i białych robotników w dominium brytyjskim w Afryce, zał. 1917).

### Rewolucje z początków XX w.
Anarchiści brali udział w rewolucji 1905 r. w Rosji i na ziemiach zaboru rosyjskiego (zob. anarchiści w rewolucji 1905); zaznaczyli swoją obecność w rewolucji meksykańskiej w 1910 (np. Ricardo Flores Magón).

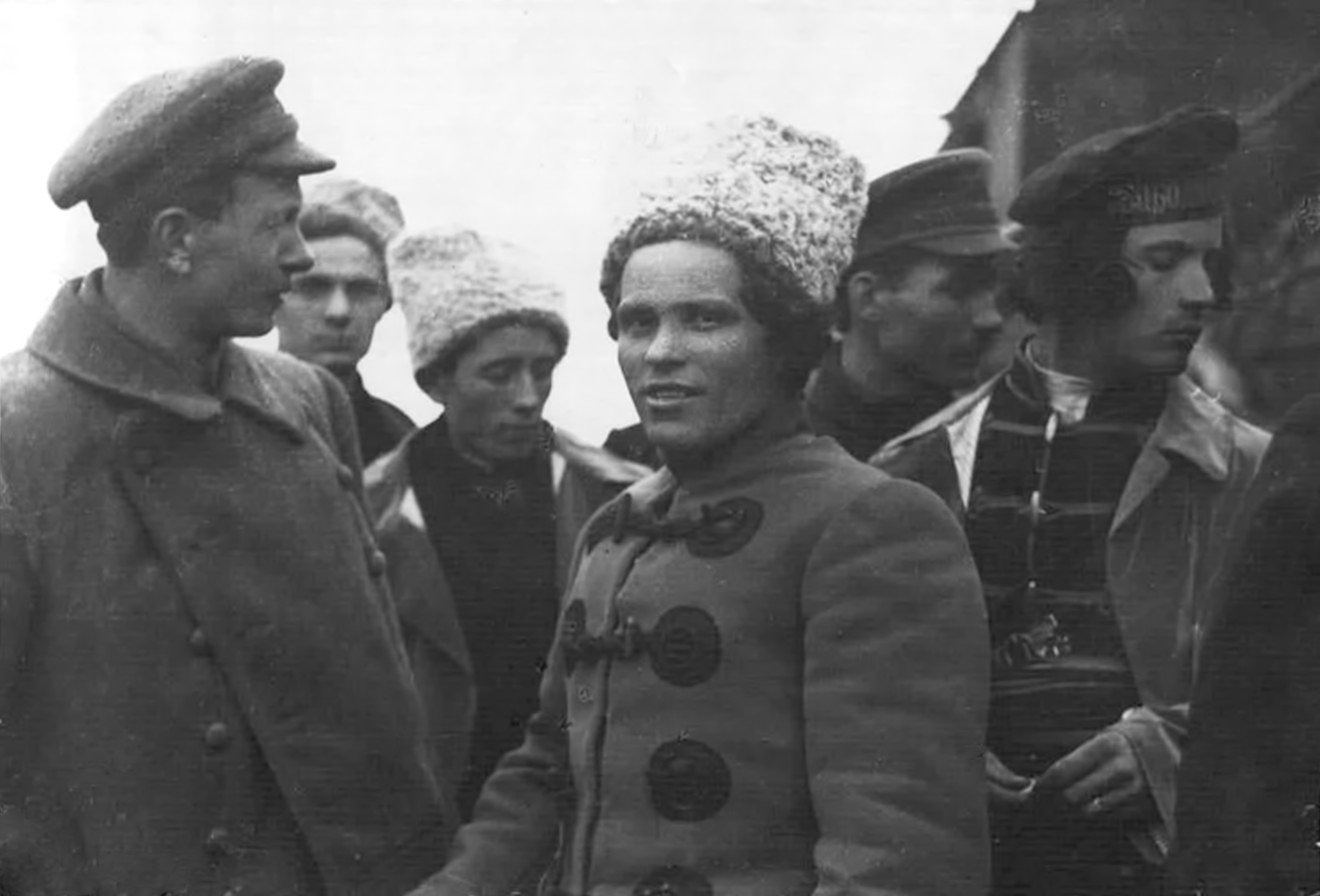
Nestor Machno z członkami anarchistycznej Rewolucyjnej Powstańczej Armii Ukrainy

Uczestniczyli w rewolucji rosyjskiej 1917 r. (lutowej i październikowej). Wielu anarchistów poparło początkowo bolszewików z uwagi na głoszony przez nich w 1917 r. (choć później niezrealizowany) program ustroju opartego na radach robotniczych i likwidacji państwa. Bolszewicy szybko jednak zwrócili się przeciwko anarchistom oraz innym nurtom socjalistycznym (np. socjalistom-rewolucjonistom), czego punktem kulminacyjnym było powstanie w Kronsztadzie w 1921 r. oraz walka toczona na Naddnieprzu i Zaporożu przez Rewolucyjną Armię Powstańczą Nestora Machno.
Ruch anarchistyczny był również aktywny w Niemczech w czasie rewolucji listopadowej; anarchiści brali udział w Bawarskiej Republice Rad (m.in. Gustav Landauer, Erich Mühsam, B. Traven).
Na początku XX w. ruch anarchistyczny zaczął się również rozwijać w Azji, zwłaszcza Japonii i Chinach. W tym ostatnim kraju opierał się głównie na anarchokomunizmie; anarchiści byli aktywni w ruchu związkowym (pierwsze nowoczesne chińskie związki zawodowe były dziełem anarchistów), a także w ruchu reform kulturalnych (np. uniwersytetów robotniczych) w okresie rewolucji 1911 r. i po niej. Anarchizm stracił jednak swoje wpływy w latach 20. na rzecz bolszewizmu przenikającego z Rosji po rewolucji październikowej, choć udało mu się rozpowszechnić pewne idee federalistyczne i samorządowe poza samym ruchem anarchistycznym.

### Rewolucja w Hiszpanii

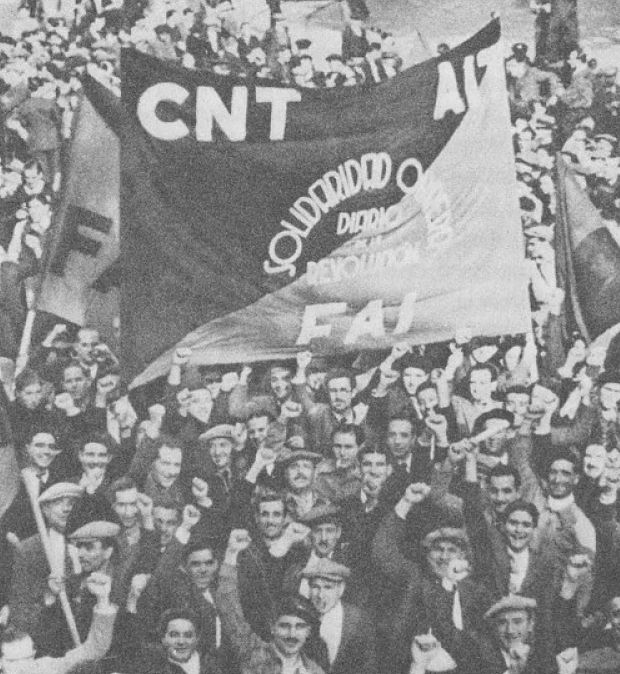
Zdjęcie zrobione podczas jednej z demonstracji w Barcelonie. Manifestanci trzymają baner z logo CNT-AIT-FAI oraz nazwą codziennej gazety „Solidaridad Obrera”.

Hiszpański ruch anarchistyczny skupił się wokół utworzonej w 1910 r. Krajowej Konfederacji Pracy oraz powstałej 17 lat później Iberyjskiej Federacji Anarchistycznej. Obie organizacje odgrywały istotną rolę w walce przeciwko nacjonalistom i faszystom podczas hiszpańskiej wojny domowej. Wraz z wybuchem wojny rozpoczęła się anarchistyczna rewolucja, podczas której anarchiści próbowali stworzyć samorządną gospodarkę i bezpaństwowe społeczeństwo. Rewolucja spotkała się z oporem stalinowców i frankistów, wskutek czego poniosła porażkę.
W burzliwych dniach po 19 lipca 1936 władza i inicjatywa naprawdę spoczywały w rękach szeregowych członków CNT i FAI. To właśnie zwyczajni ludzie, bez wątpienia pod wpływem FAIstas (członków FAI) i bojowników CNT, byli tymi, którzy po pokonaniu faszystowskiej rebelii uruchomili na nowo produkcję, podział dóbr i ich konsumpcję (oczywiście według bardziej egalitarnych zasad), a także organizowali milicje i zgłaszali się do nich na ochotnika (dziesiątkami tysięcy). Milicje te miały zostać wysłane w celu oswobodzenia tych części Hiszpanii, które znajdowały się pod rządami Franco. Wszystkimi możliwymi sposobami klasy pracujące Hiszpanii tworzyły za pomocą swoich własnych działań nowy świat, oparty na ich własnych ideach sprawiedliwości społecznej i wolności – ideach inspirowanych oczywiście przez anarchizm i anarchosyndykalizm.
Naoczne świadectwo George’a Orwella dotyczące rewolucyjnej Barcelony pod koniec grudnia 1936 przedstawia wyrazisty obraz społecznej transformacji, jaka się rozpoczęła:
„Anarchiści mieli wciąż faktyczną kontrolę nad Katalonią, a rewolucja znajdowała się jeszcze w pełnym rozpędzie. Każdemu, kto był tutaj od początku, prawdopodobnie zdawało się już w grudniu czy styczniu, że rewolucyjny okres zmierza ku końcowi; ale gdy ktoś przybył prosto z Anglii, to dla niego wygląd Barcelony był nieco wstrząsający i przytłaczający. Po raz pierwszy w życiu znalazłem się w mieście, gdzie klasa robotnicza znajdowała się u steru. Praktycznie każdy budynek, niezależnie od rozmiarów, został przejęty przez robotników i przyozdobiony czerwonymi flagami lub czerwono-czarną flagą anarchistów; na każdej ścianie został namazany sierp i młot oraz inicjały rewolucyjnych stronnictw; niemal w każdym kościele pozostawiono tylko gołe ściany, a obrazy spalono. Tu i ówdzie kościoły były systematycznie demolowane przez bandy robotników. Każdy sklep i kawiarnia posiadały napis, mówiący, że zostały skolektywizowane; nawet miejsca pracy pucybutów zostały skolektywizowane, a ich skrzynki pomalowane na czerwono-czarno. Kelnerzy i nadzorcy sklepowi patrzyli ci prosto w twarz i traktowali cię jak równego sobie. Służalcze, a nawet grzecznościowe formy zwracania się do rozmówców na jakiś czas zanikły. Nikt nie mówił ‘Sentilde’ ani ‘Don’, ani nawet ‘Usted’; każdy zwracał się do każdego ‘towarzyszu’ albo ‘ty’, i mówił ‘Salud!’ zamiast ‘Buenos dias’. Przede wszystkim, istniała wiara w rewolucję i przyszłość, uczucie nagłego wyłonienia się ery równości i wolności. Ludzkie istoty próbowały się zachowywać jak ludzkie istoty, a nie jak trybiki w kapitalistycznej maszynie” [W hołdzie Katalonii].
W objętej ruchami rewolucyjnymi republikańskiej części Hiszpanii, na większości terenów pozbyto się władzy. Na ich miejscu powstały komitety rewolucyjne, rady, gminy, samorządy, komuny zdominowane przez anarchistów i socjalistów. Większość fabryk przeszła w ręce robotników, kolektywizowano wsie. Kolektywy zaczęły budować własne zaplecza: nowe szkoły, gazety. Otwarto I udostępniono publicznie muzea i biblioteki. Rozpoczęto produkcję żywności, organizowano teatry. Odbywały się comiesięczne spotkania, na których w obecności wszystkich podejmowano decyzje dotyczące kolektywów. W wielu regionach wycofano pieniądze, a zwiększając hodowle, handel i produkcję nastawiono się na wymianę

### Ruch anarchistyczny po II wojnie światowej
Rok 1939, będący końcem wojny domowej w Hiszpanii był zarazem początkiem II wojny światowej, z której międzynarodowy ruch anarchistyczny wyszedł prawie zupełnie rozbity. Jego odrodzenie nastąpiło dopiero w latach 60.
Z jednej strony zaczął odradzać się wcześniejszy ruch anarchistyczny – np. w 1968 r. na kongresie w Carrarze powstała Międzynarodówka Federacji Anarchistycznych zrzeszająca federacje anarchistyczne z różnych krajów – a z drugiej strony stał się aktywny na polu kontrkultury (m.in. provosi czy ich późniejsi naśladowcy w Polsce – Pomarańczowa Alternatywa). Częściowo inspirowane anarchizmem były wydarzenia maja 1968; jego wpływ zaznaczył w takich ruchach jak sytuacjonizm, Nowa lewica, Zieloni, a później także niektórych subkulturach młodzieżowych (punk, hardcore, rastafari).
W ruchu anarchistycznym pojawiły się również postawy kładące większy nacisk na cząstkowe rozwiązania polityczne i ekonomiczne możliwe do realizacji natychmiast (np. demokracja uczestnicząca) czy też próby tworzenia „alternatywnego społeczeństwa”, jednak bez rezygnacji z dążeń do głębszych zmian społecznych. W ten sposób obok „klasycznych” organizacji – takich jak Federacja Anarchistyczna czy anarchosyndykalistyczne związki zawodowe – pojawił się m.in. ruch squaterski.

### Alterglobalizm
Począwszy od lat 90. XX wieku, wpływy anarchizmu są obecne także w ruchu alterglobalistycznym.
Anarchiści dążą do zjednoczenia świata i narodów, ale przeciwstawiają się globalizacji, gdyż uważają ją za proces prowadzący do wyzysku i globalnego zniewolenia ludzkości. Z tego powodu ruch anarchistyczny jest często nazywany ruchem alterglobalistycznym.
Jako ruch alterglobalistyczny przeciwstawia się ponadnarodowym organizacjom, będącym częściowo lub zupełnie poza kontrolą społeczeństwa, takim jak G7, G20, WTO, NATO, UE, Bank Światowy czy koncepcji Nowego porządku świata i rządu światowego.
Wielu anarchistów jest aktywnie zaangażowanych w ruch antyglobalistyczny. Widzą oni korporacyjną globalizację jako neokolonialistyczną próbę wykorzystania przymusu ekonomicznego w skali światowej, prowadzoną przez instytucje państwowe, takie jak Bank Światowy, Światowa Organizacja Handlu (WTO), G7 i Światowe Forum Ekonomiczne. Globalizacja to termin, który ma różne znaczenie dla różnych frakcji anarchistycznych. Wielu anarchistów używa tego terminu do określenia neokolonializmu lub kulturalnego imperializmu.
Grupy takie jak Reclaim the Streets były wśród inicjatorów tzw. ruchu antyglobalistycznego. The Carnival Against Capitalism w dniu 18 czerwca 1999 r., jest powszechnie uważany za pierwszy z głównych antyglobalistycznych grup. Anarchiści, tacy jak WOMBLES, przy okazji odegrali znaczącą rolę w planowaniu, organizowaniu, a także realizacji kolejnych protestów. Protesty często były organizowane na zasadach anarchistycznych bezpośredniego działania, z ogólną tolerancją dla wielu różnych działalności.